# Cases Manuel Felip
Les Cases Manuel Felip són un conjunt arquitectònic modernista situat al carrer d'Ausiàs Marc,16-20 de l'Eixample de Barcelona, catalogat com a bé cultural d'interès local.

## Història
El 1901, el fabricant tèxtil Manuel Felip i Sintas (Barcelona, 28 de desembre de 1856-3 de febrer de 1913) va demanar permís per a construir un edifici al núm. 20 del carrer d'Ausiàs Marc, segons el projecte de l'arquitecte Telm Fernández i Janot.
El 1905, Felip va presentar un segon projecte del mateix arquitecte per als núms. 16-18, tot i que l'any següent en demanà la suspensió, i no es reprengué fins al 1911, quan va demanar novament permís per a edificar només el soterrani i la planta baixa. El març del 1912, va demanar permís per a aixecar-hi quatre pisos sobre la construcció existent, que li li fou concedit el gener del 1914. Com que ja era mort, se'n va encarregar la seva vídua Elvira Pérez i Capdevila.
Des del 1998, la planta principal del núm. 20 l'ocupa la seu de la Fundació Vila Casas, i des del 2008, la galeria Espai Volart2 de la mateixa Fundació es troba als antics magatzems.

## Descripció

### Números 16-18
Consta de planta baixa, quatre pisos i terrat. La façana, de pedra llisa amb composició simètrica, té cinc obertures per planta, i les columnes d'obertures dels extrems laterals i la central estan lleugerament més destacades per la seva major presència.
A la planta baixa s'obren tres portals, separats entre ells per dos finestrals, obertures que presenten variacions d'arcs mixtilinis. Els portals estan decorats amb marcs motllurats i cal destacar-ne els laterals, que ho fan amb elaborats relleus que segueixen la forma dels característics cops de fuet modernistes. Tots els balcons es recolzen sobre mènsules profusament decorades amb motius vegetals, en especial les dels eixos verticals laterals i central. Les baranes són de ferro forjat i també representen bigarrades formes vegetals. Al terrat, l'edifici es tanca amb un coronament molt decorat amb els mateixos motius. Els eixos laterals presenten un lleuger canvi de carreus, que podria indicar que podrien haver estat afegits posteriorment.

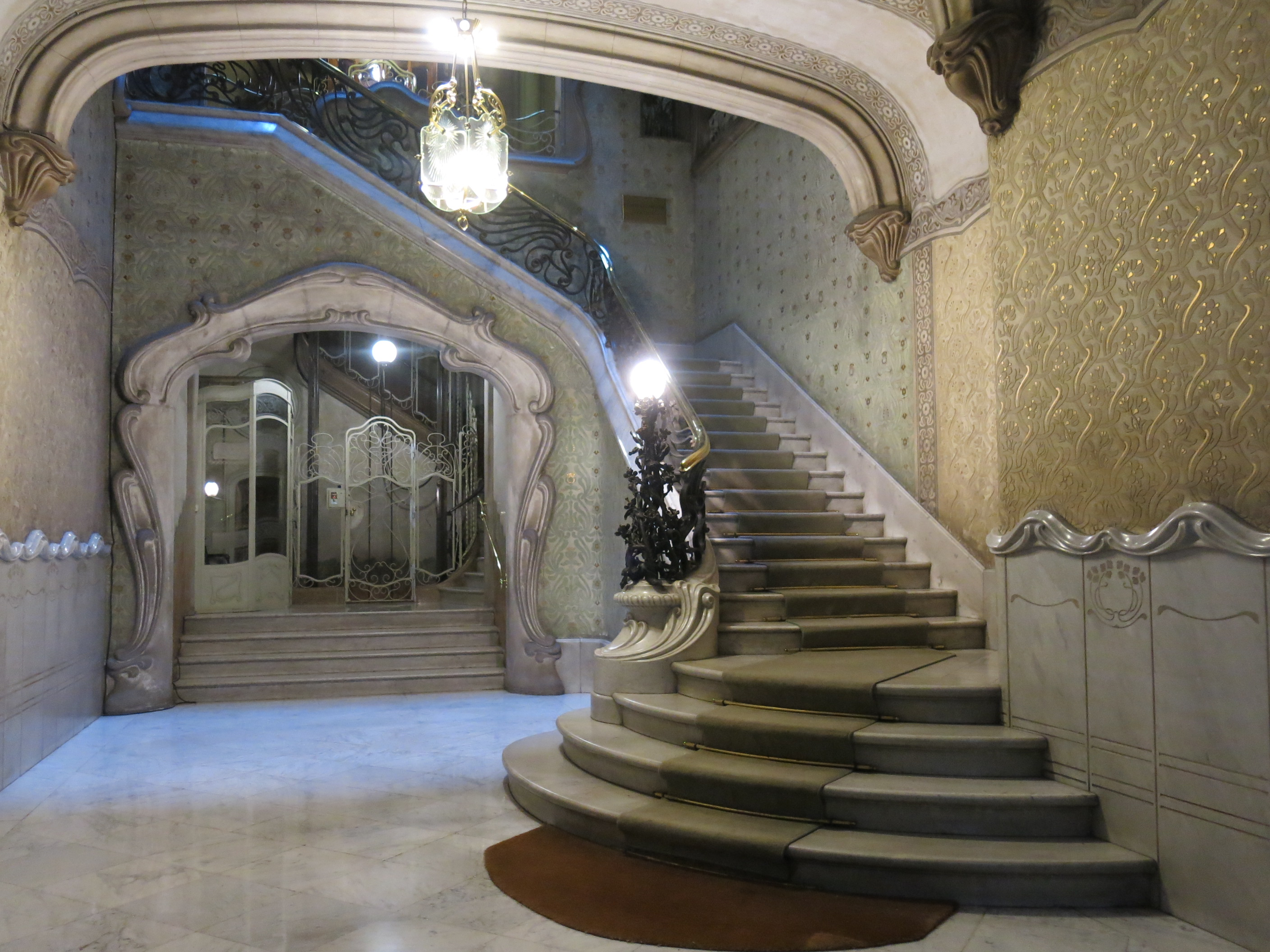
Vestíbul del número 20

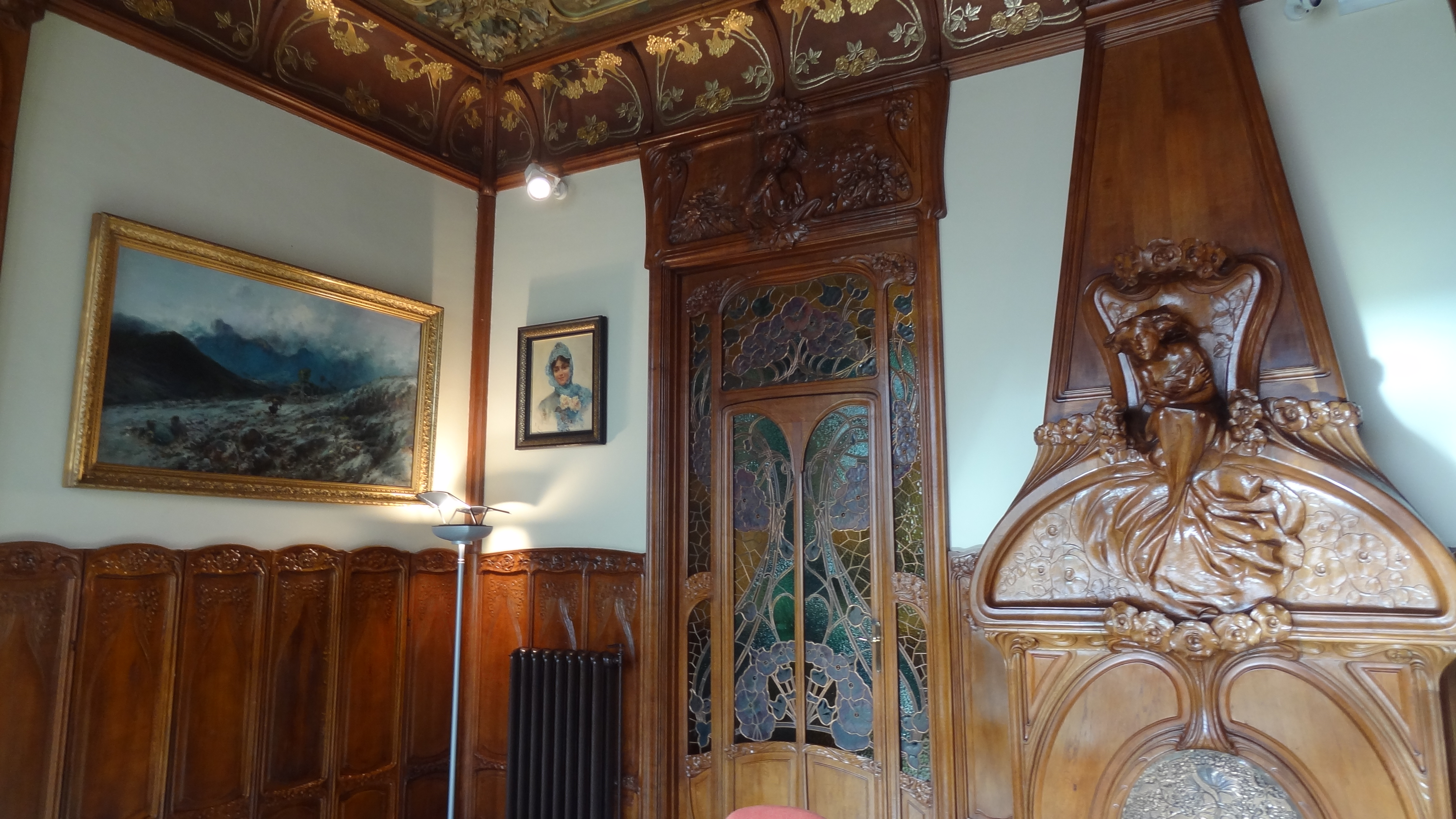
Interior del número 20

### Número 20
Consta de planta baixa, principal i tres pisos més, i un terrat pla transitable.
A la planta baixa hi ha cinc obertures per a botigues i la portalada d'accés a l'interior al centre. Aquesta obertura és l'única que presenta ornamentació, amb una llinda profusament decorada amb motius vegetals que s'estenen cap a la base del balcó del pis principal. Els pisos superiors presenten una façana de pedra amb encoixinat, de composició simètrica i emmarcada per tribunes laterals en els pisos principal i primer.
El pis principal disposa d'un balcó corregut en voladís, de formes ondulants i barana de pedra calada. Les obertures presenten una decoració molt senzilla, limitada únicament a uns petits elements vegetals al centre de la llinda. Aquest balcó es troba flanquejat per dues tribunes en voladís. La decoració amb motius de certa inspiració clàssica i formes rotundes es repeteix als balcons de la resta de pisos. Aquesta tribuna tancada es desenvolupa també al primer pis, tot mantenint la mateixa fesomia que al principal, mentre que al tram central de la façana, les tres finestres s'obren a balcons, en aquest cas, individuals. Aquests balcons es caracteritzen per la rotunditat de l'estructura que presenten i que gràcies a les formes sinuoses i la barana de pedra els converteixen en elements visualment molt potents dins el conjunt.
El segon pis manté la composició del pis inferior quant als balcons centrals però els laterals són visiblement diferents, ja que la tribuna tancada que havíem vist al principal i al primer pis, es converteix en aquest nivell en un balcó. El darrer pis manté la mateixa distribució, amb una major rellevància de les obertures laterals corresponents al cos de les tribunes; és per aquest motiu que la base del balcó presenta més decoració i les llindes de les finestres recuperen els elements motllurats vistos al pis principal. La resta de finestres són llises a excepció de la central que està rematada per un òcul. Tota la façana es remata amb un coronament ondulat i barana de pedra.
A l'interior hi ha un gran vestíbul, des d'on arrenca una escala monumental de marbre de tres trams que dona accés únicament a la planta principal. Per contra, al fons del vestíbul s'obre un gran arc de línies ondulants que dona pas a l'escala de veïns i l'ascensor de la finca. Tots els paraments de la caixa d'escala i del vestíbul es troben decorats amb un revestiment d'esgrafiat i un sòcol de marbre, aquest present únicament a l'entrada immediata des del carrer.
La disposició de l'escala monumental com un accés independent a la planta principal, permet desenvolupar un celobert que dona llum a la resta de nivells que obren finestres a aquesta banda de l'edifici. Destaquen les finestres de llindes mixtilínies i decoració sinuosa, especialment les del principal amb columnetes centrals i grans vitralls policroms. També els llums originals conservats, entre els que mereix especial menció el de l'escala, realitzat en ferro i situat al començament de la barana.